# Tasmanische Blatteibe
Die Tasmanische Blatteibe (Phyllocladus aspleniifolius) ist eine Pflanzenart aus der Gattung der Blatteiben (Phyllocladus) innerhalb der Familie der Steineibengewächse (Podocarpaceae). Sie bildet wie alle Arten der Gattung Phyllocladus Phyllokladien (daher der wissenschaftliche Gattungsname), das sind Sprossachsen, die wie Blätter geformt sind und auch deren Aufgaben übernehmen. Die eigentlichen Blätter sind klein und nadelförmig. Die Phyllokladien dagegen sind meist 2,5 bis 5,0 Zentimeter lang. Dieser Endemit kommt auf der zu Australien gehörenden Insel Tasmanien und einiger vorgelagerter Inseln vor. Sie ist die häufigste Konifere Tasmaniens. Das Holz ähnelt dem der Eiben und wird vielfältig genutzt.

## Beschreibung

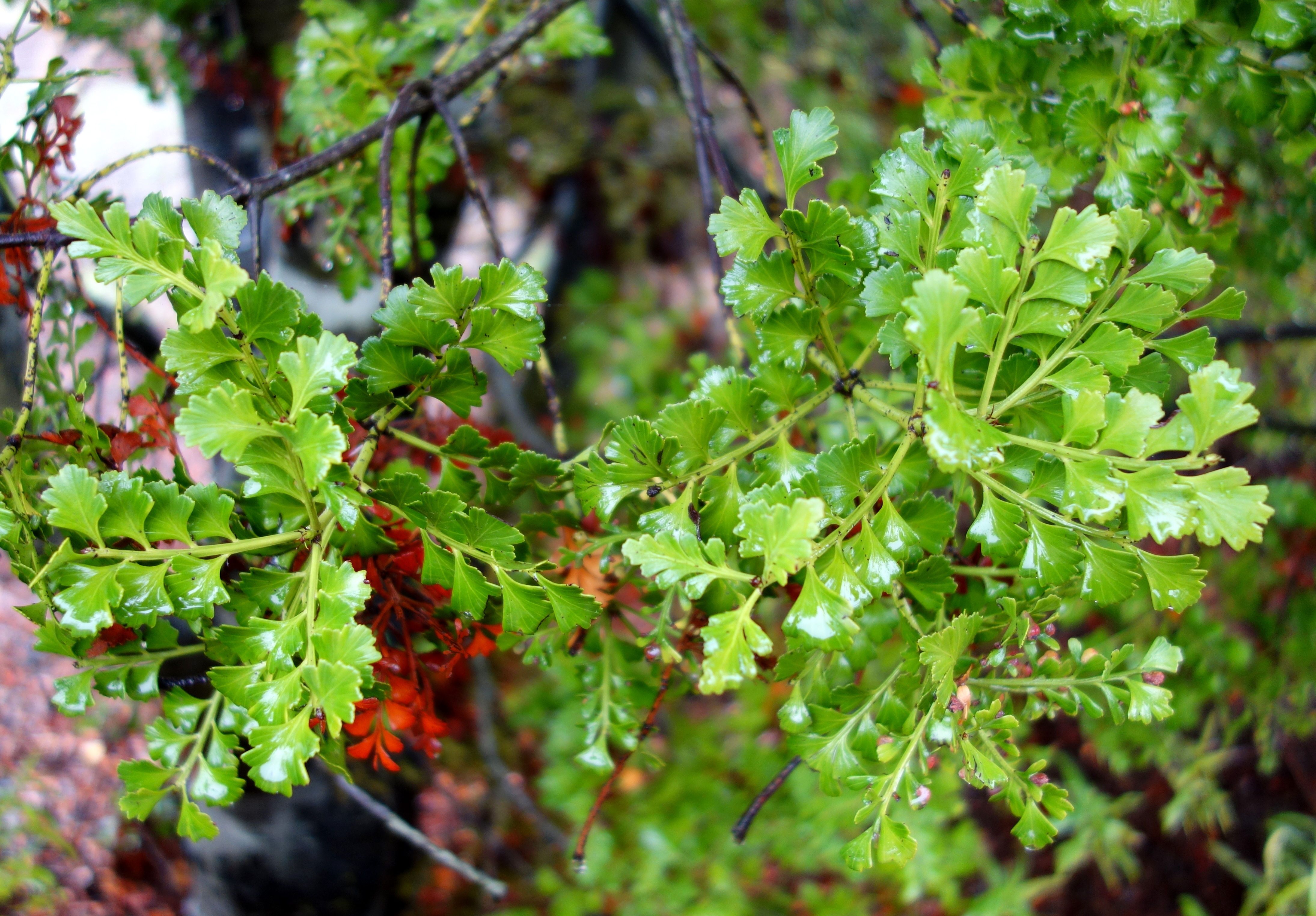
Zweig mit Phyllokladien

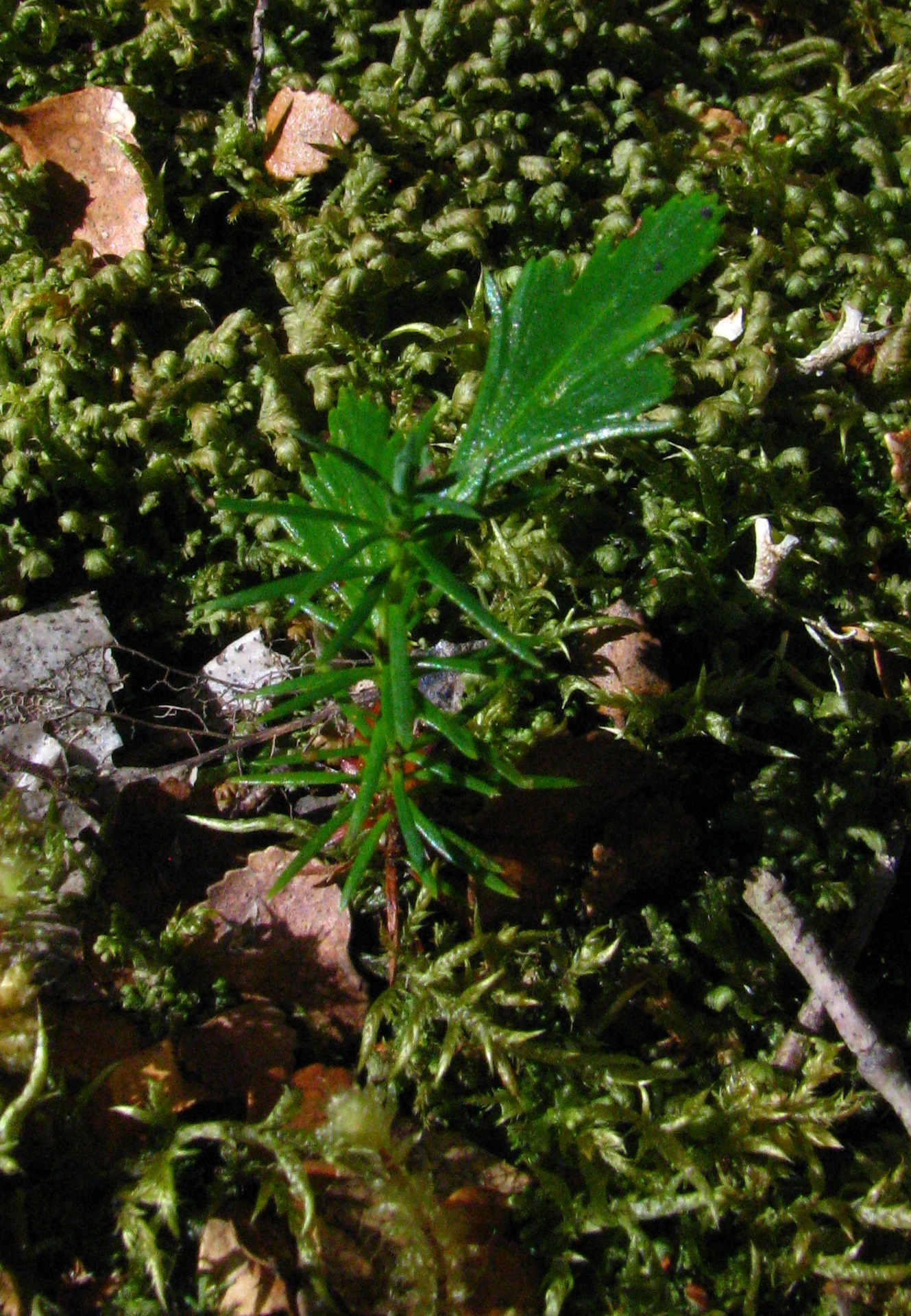
Sämling mit den eigentlichen, nadelförmigen Laubblättern und zwei Phyllokladien

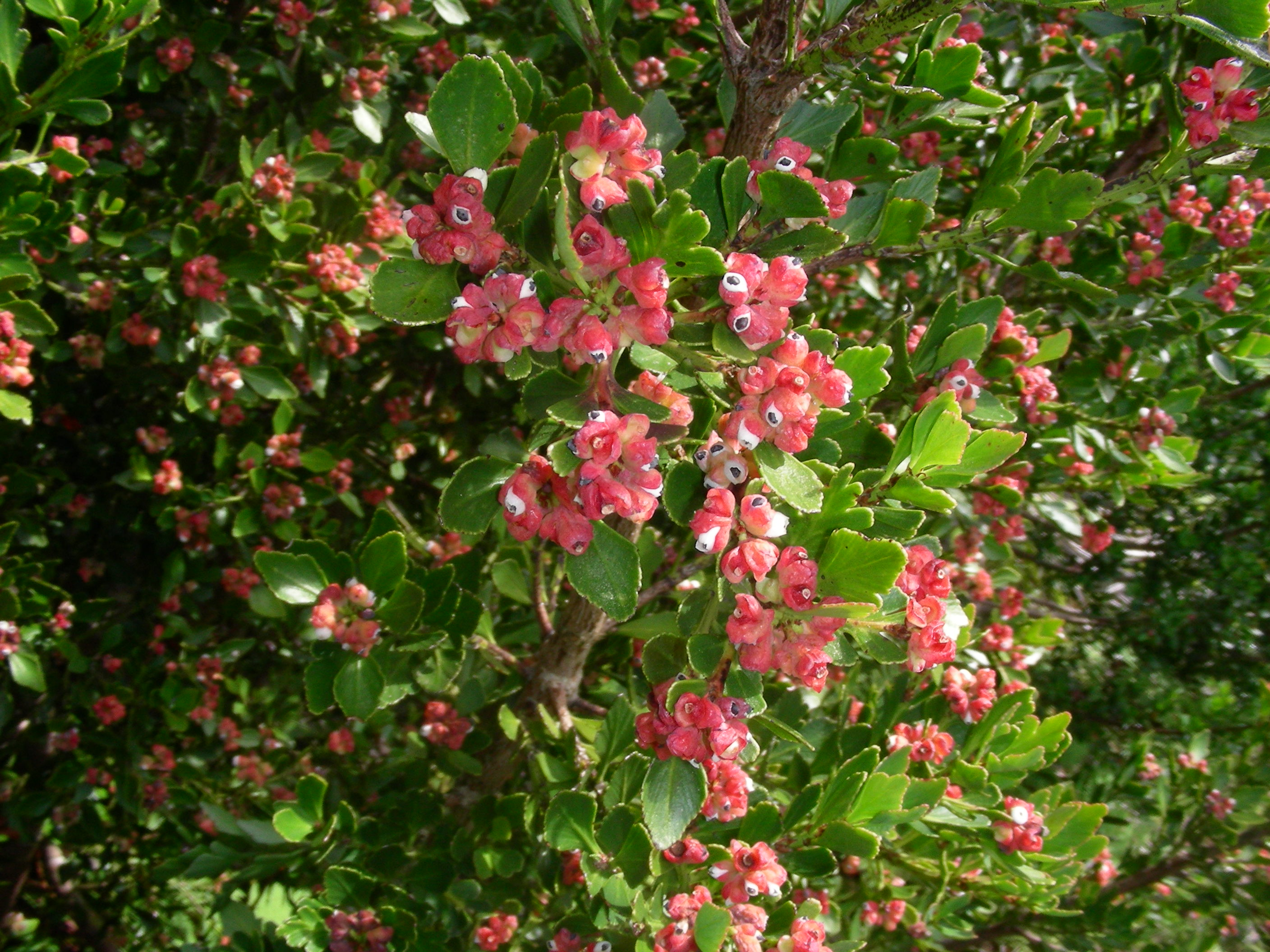
Zweig mit Phyllokladien und Samenzapfen

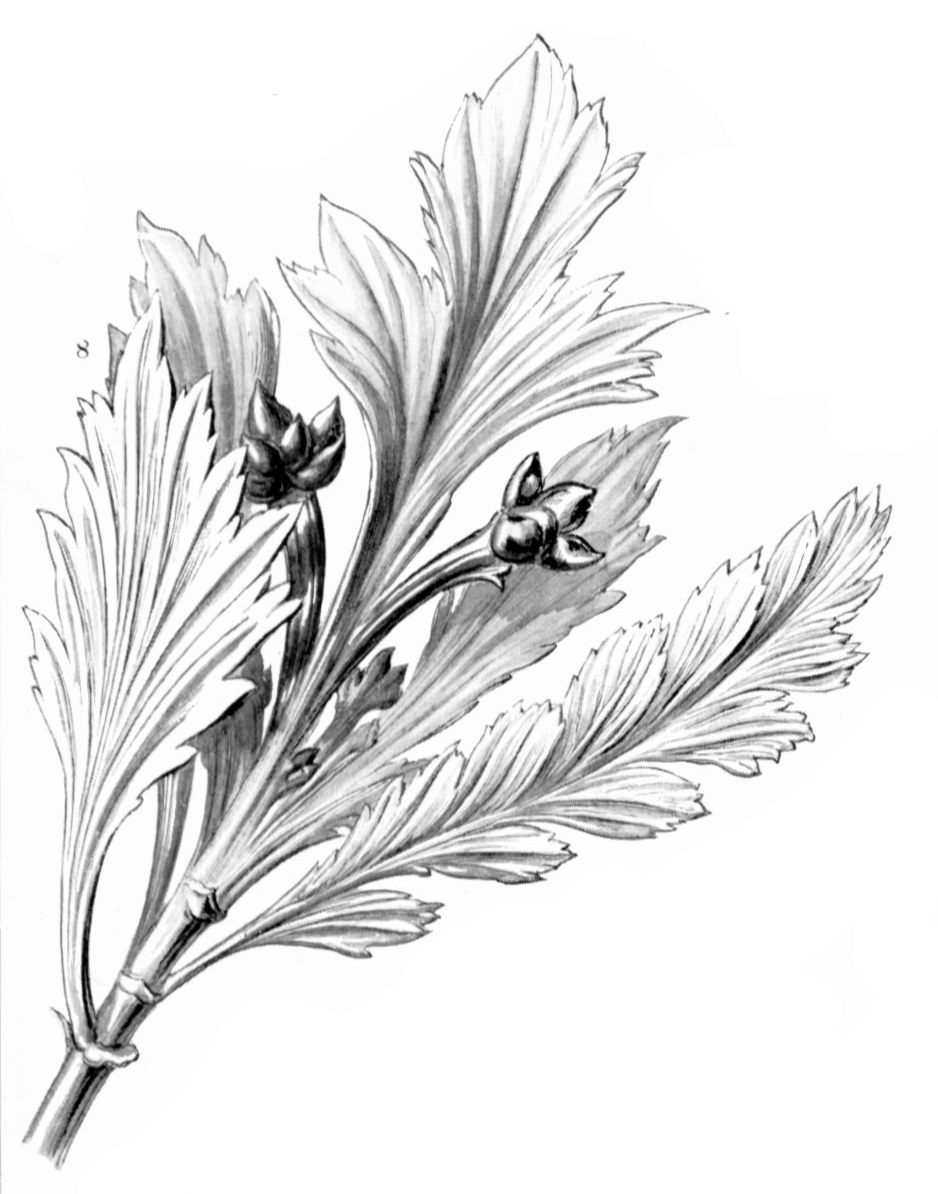
Zweig mit Phyllokladien und zwei Samenzapfen (Illustration von Ernst Haeckel, 1904)

### Vegetative Merkmale
Phyllocladus aspleniifolius wächst als 20 bis selten 30 Meter hoher Baum oder in größeren Höhenlagen als Strauch. In Wäldern bildet sie astlose Stämme bis zu einer Höhe von 10 Metern und mehr und Brusthöhendurchmesser von bis zu 50 Zentimetern und mehr.
Die Rinde ist bis Millimeter dick und bildet große warzige Korkporen. Die Borke älterer Bäume ist tief gefurcht und schuppig, dunkelbraun, unter Witterungseinfluss dunkelgrau bis schwarz und blättert in kleinen bis mittelgroßen Schuppen ab. Die innere Rinde ist nahe dem Holz rot oder rosafarben und leicht faserig.
Die Äste stehen waagerecht oder aufsteigend und bilden eine schmale bis breite pyramidenartige Krone. Die belaubten Zweige sind meist gerade, stielrund, kräftig und glatt. Sie stehen ausgebreitet mit einem Winkel kleiner als 90°. Junge Triebe sind rötlich getönt, später grün und dann hellbraun und enden in einer kurzen Knospe mit ausgebreiteten, dreieckigen oder nadelförmigen Schuppen.
Die eigentlichen Blätter sind an Sämlingen bei einer Länge von 10 bis 15 Millimetern sowie einer Breite von etwa 1 Millimeter pfriemlich-linealisch und spitz. Sie haben auf der Unterseite eine Mittelader und Spaltöffnungen. Die Blätter junger Exemplare sind 1 bis 3 Millimeter lang, abfallend und entwickeln sich entlang junger Triebe und auf den Rändern der Phyllokladien. Die Phyllokladien wachsen in den Achseln nicht voll entwickelter, abfallender, nadelförmiger Schuppenblätter einzeln oder zu zweit bis fünft ringförmig an Langtrieben. Sie sind meist einfach, beidseitig abgeflacht, blattähnlich, meist 2,5 bis 5 (1,5 bis 8) Zentimeter lang, im Umriss meist keilförmig bis rhombisch. Sie haben einen gekerbten oder schwach gelappten Rand und laufen zu einer keilförmigen oder gestielten Basis zusammen. Die Phyllokladien sind an Sämlingen häufig fiederschnittig, an alten Baumexemplaren sind sie am kleinsten und am wenigsten zergliedert. Von der Basis bis nahe der Spitze verläuft eine Mittelader, von der aus wenige bis viele beinahe parallele Seitenadern ausgehen, die leicht nach außen gebogen sein können. Gerade austreibende Phyllokladien sind rötlich oder rostbraun, später hell grün oder leicht rötlich überlaufen, ausgewachsene Phyllokladien sind oberseits glänzend tiefgrün oder dunkelgrün, unterseits blass grün und glauk. Auf der Unterseite sind zahlreiche Spaltöffnungen in unregelmäßigen Linien angeordnet.

### Generative Merkmale
Phyllocladus aspleniifolius ist meist einhäusig oder manchmal zweihäusig getrenntgeschlechtig.
Die Pollenzapfen wachsen einzeln oder bis zu fünft an Zweigen, die aus einer endständigen Knospe entstanden sind. Sie sind 1 bis 2 Millimeter lang gestielt. Die Pollenzapfem sind bei einer Länge von 5 bis 8 Millimetern sowie bei einem Durchmesser von 2,0 bis 2,5 Millimetern zylindrisch und im unreifen Zustand rosafarben oder rötlich und später gelblich. An der Basis der Pollenzapfen befinden sich ein oder zwei kleine Deckschuppen. Die Mikrosporophylle sind eiförmig-dreieckig und haben an der Basis zwei runde Pollensäcke.
Die Samenzapfen wachsen einzeln oder zu zweit bis viert in den Achseln nicht voll entwickelter Schuppenblätter auf dem Rand oder der Basis eines nicht voll entwickelten Phyllokladiums oder auf Verzweigungen ohne Phyllokladien. Jeder Samenzapfen besteht aus mehreren Deckschuppen, wobei zwei bis fünf fruchtbar sind und zu einer roten oder purpurfarbenen, 3 bis 5 Millimeter langen Struktur zusammenwachsen, die später etwas anschwillt und rosafarben bis rot, und ausgetrocknet ledrig braun wird.
Je Zapfen werden zwei bis fünf Samen gebildet, also einer je fruchtbarem Deckblatt, die jeweils von einem weißen Arillus zu zwei Dritteln bedeckt sind. Der freie obere Teil ist grünlich-schwarz bis schwarz, etwa 5 Millimeter lang, halb-eiförmig (seitlich abgeflacht), und hat einen seitlichen Grat und eine kleine Vorwölbung an der Spitze.

## Vorkommen

Das Verbreitungsgebiet (rot) liegt auf Tasmanien, südlich von Australien

Dieser Endemit kommt auf der zu Australien gehörenden Insel Tasmanien und einiger vorgelagerter Inseln vor. Die größten Bestände gibt es im westlichen Hochland, Phyllocladus aspleniifolius kommt aber auch im östlichen Tasmanien vor. Seltener findet man die Tasmanische Blatteibe im Nordosten der Insel. Untersuchungen an abgelagerten Pollen zeigen, dass Phyllocladus aspleniifolius sich bereits vor 13.000 Jahren, also gleich nachdem sich die Gletscher der Eiszeit auf Tasmanien zurückgezogen hat, die weite Verbreitung innehatte, die sie mit Fluktuationen bis heute hat.
Die Tasmanische Blatteibe wächst im montanen, gemäßigten Regenwald von etwas über Meereshöhe an der Westküste bis zur Baumgrenze in 1200 Metern im zentralen Hochland. Das Verbreitungsgebiet wird der Winterhärtezone 9 zugerechnet mit mittleren jährlichen Minimaltemperaturen zwischen −6,6 ° und −1,2 °Celsius (20 bis 30° Fahrenheit). Die größten Baumexemplare findet man in Mischwäldern in niederen Höhenlagen zusammen mit verschiedenen Eukalyptusarten (Eucalyptus spec.). In größeren Höhenlagen über 700 bis 800 Metern wächst Phyllocladus aspleniifolius in offenem Waldland zusammen mit Eucalyptus coccifera, Nothofagus cunninghamii, Nothofagus gunnii, Richea pandanifolia, Richea scoparia, die Zypressenähnliche Schuppenfichte (Athrotaxis cupressoides), die Sichelförmige Schuppenfichte (Athrotaxis selaginoides), Athrotaxis ×laxifolia und verschiedenen Straucharten. Zur Baumgrenze hin findet man Phyllocladus aspleniifolius zusammen mit Orites acicularis, Orites revoluta, Tasmannia lanceolata, Podocarpus lawrencei, Diselma archeri, Pherosphaera hookeriana, Nothofagus gunnii und verschiedenen Arten der Gattung Olearia sowie verschiedenen heideartigen Sträuchern und alpinen krautigen Pflanzen. Die Böden sind sauer, gut entwässert und werden aus Dolerit, Granit und Quarzit gebildet. Typische Lebensräume sind felsige Untergründe mit einer nur dünnen Erdschicht oder Geröllhänge. Über das ganze Jahr gibt es ausreichend Regenfälle, Dürreperioden treten nicht auf.

## Gefährdung und Schutz
Phyllocladus aspleniifolius wurde im Jahr 2014 von der IUCN in der Rote Liste gefährdeter Arten als nicht „gefährdet“ = „Least Concern“ eingestuft. Phyllocladus aspleniifolius ist die am weitesten verbreitete Konifere Tasmaniens und kommt in einer großen Zahl unterschiedlicher Lebensräume vor. Die Bestände gehen durch Abholzen und Umwandeln der ursprünglichen Wälder zurück, ein Trend der bis heute anhält, doch hat sich die Geschwindigkeit des Rückgangs deutlich verlangsamt. Phyllocladus aspleniifolius ist in den geschützten Gebieten und auch in bewirtschafteten Wäldern, in denen auch ursprüngliche Arten vorhanden sind, noch häufig. Das Verbreitungsgebiet ist groß genug, um eine Gefährdung ausschließen zu können.

## Systematik und Forschungsgeschichte
Die Erstveröffentlichung erfolgte 1806 unter dem Namen (Basionym) Podocarpus aspleniifolius durch Jacques Julien Houtou de Labillardière in Novae Hollandiae Plantarum Specimen 2, Seite 71, Tafel 221. Die Neukombination zu Phyllocladus aspleniifolius (Labill.) Hook. f. wurde 1845 durch Joseph Dalton Hooker in London Journal of Botany, Band 4, Seite 151 veröffentlicht. Weitere Synonyme für Phyllocladus aspleniifolius (Labill.) Hook. f. sind: Brownetera aspleniifolia (Labill.) Tratt., Thalamia aspleniifolia (Labill.) Spreng., Phyllocladus billardieri Rich. ex Mirb., Phyllocladus rhomboidalis Rich. & A.Rich., Phyllocladus serratifolius Nois. ex Henkel et W.Hochst., Phyllocladus trichomanoides var. glaucus (Carr.) Parl.
Der Gattungsname Phyllocladus verweist auf die Phyllokladien, also den zu blattähnlichen Organen umgewandelten Zweigen. Er leitet sich vom griechischen phyllos für „Blatt“ und klados für „Ast“ oder „Trieb“ her. Das Artepitheton aspleniifolius verweist auf die Ähnlichkeit der Phyllokladien mit den Blättern der Farn-Art Mauerraute (Asplenium ruta-muraria).
Die Tasmanische Blatteibe (Phyllocladus aspleniifolius) ist eine Art aus der Gattung der Blatteiben (Phyllocladus) innerhalb der Familie der Steineibengewächse (Podocarpaceae).
James E. Eckenwalder macht auf die enge Verwandtschaft von Phyllocladus aspleniifolius mit der auf Neuseeland vorkommenden Art Phyllocladus alpinus aufmerksam und verweist darauf, dass beide auch als Varietäten aufgefasst werden können. Phyllocladus alpinus wird jedoch von anderen Botanikern, so von Aljos Farjon, als Varietät der ebenfalls in Neuseeland vorkommenden Art Phyllocladus trichomanoides gesehen.

## Verwendung
Die Tasmanische Blatteibe wächst als mittelgroßer Baum bis in mittlere Höhenlagen und bis zur Baumgrenze hin strauchförmig. Das Holz großer Bäume ist dicht, blass braun und ähnelt dem der Eiben. Es wird als Bauholz, zur Herstellung von Böden, Schiffsmasten, Bahnschwellen und Möbeln verwendet. Die Art wird kaum kultiviert, und man findet sie selten außerhalb von botanischen Gärten und Arboreten.
Phyllocladus aspleniifolius zeigt deutliche Jahresringe, deren Ausprägung stark von den klimatischen Bedingungen bestimmt wird. Da die Art ein hohes Alter von bis zu 900 Jahren erreicht, wird Phyllocladus aspleniifolius zur Erforschung der klimatischen Verhältnisse Tasmaniens über große Zeiträume verwendet.